# Descarboxilació oxidativa
La descarboxilació oxidativa en anglès:Oxidative decarboxylation és una reacció d'oxidació en la qual un grup carboxil és eliminat d'una molècula, formant un grup acetil i alliberant diòxid de carboni. Ocorre freqüentment en sistemes biològics. N'és un exemple la descarboxilació del piruvat, a més n'hi ha diversos exemples al cicle de Krebs.

## Descarboxilació oxidativa del piruvat
La descarboxilació oxidativa del piruvat és l'etapa prèvia al cicle de Krebs i posterior a la glucòlisi en el procés de respiració cel·lular.
L'àcid pirúvic (que té tres àtoms de carboni) generat a l'etapa de glucòlisi surt del citoplasma i travessa la membrana externa mitocondrial de forma passiva degut a la seva alta permeabilitat. L'àcid pirúvic ingressa a la matriu mitocondrial mitjançant un mecanisme de simport amb protons que el permet travessar la membrana interna del mitocondri.
Dins la matriu mitocondrial, l'àcid pirúvic pateix una descarboxilació oxidativa en la qual intervé el complex de tres enzims que formen la piruvat deshidrogenasa. Aquest complex enzimàtic té diversos cofactors, entre ells el coenzim A i és l'encarregat de catalitzar la conversió de l'àcis pirúvic a acetil-CoA. Durant el procés es modifica l'àcid pirúvic, el qual perd un àtom de carboni i genera un acetil, l'acetil-CoA (que té dos àtoms de carboni). El carboni alliberat es desprèn com una molècula de diòxid de carboni (CO₂) i es redueix una molècula de NAD+ generant NADH i H+.
Quan conclou aquesta etapa, l'acetil-CoA ingressa al cicle de Krebs.